# Nujany Vigyaz
Nujany Vigyaz, erza nyelven: Нуянь Видяз, Jevgenyij Vlagyimirovics Csetvergov, oroszul: Евгений Владимирович Четвергов (Ardatovo, 1934. március 30. –) erza író, újságíró.

## Életútja
1934. március 30-án született Ardatovóban, amely akkor a Mordvin Autonóm Terület része volt. 1952-ben fejezte be a középiskolai tanulmányait Dubjonkiban. Ezt követően egy évig színházi munkásként dolgozott Bakuban. 1953-tól szülőfalujában a falusi klub vezetője volt. 1954 és 1959 között Penzában a Mezőgazdasági Intézet Agronómiai Karán tanult. Ezt követően Mordvinföld Ardatovi és Kovilkinói járásában dolgozott hat évig agronómusként különböző állami gazdaságokban. 1968-ban posztgraduális képzésen vett részt a Mordvin Egyetemen, ahol utána tanársegédként, majd egyetemi tanárként dolgozott. Több mint 50 publikáció, tanulmány szerzője volt. 1996-ban ment nyugdíjba, mint egyetemi docens. Tudományos fokozata agrártudományi kandidátus volt.
Az 1980-as évektől az orosz mellett erza nyelven is publikálta műveit. 1989–90-ben a Masztorava (Szülőföld) kulturális és oktatási társaság egyik alapítója tagja volt. 1993-ban alapítványt hozott létre az erza nyelv megmentéséért. Küldöttként több nemzetközi konferencián vett részt. 1994 óta az Erzjany Masztor (Эрзянь Мастор) erza és orosz nyelven publikált közéleti-kulturális lap szerkesztője.

## Művei
- Сиреневая луна (1989)
- Велень вайгельть (1992)
- Сырнень човалят (1995)
- Иень тюст (2003)
- Янгамо (2006)
- Эрзянь Масторонть седейсэ. Имена их бессмертны (2007)
- Где цветет чистодуш? (2009)
- Эрязденть арсезь (2010)
- Ванине (2011)
- Тесэ ды Тосо (2013)
- Финно-угры в русском языке: топонимо-этимологический словарь финно-язычных, угорских и селькупских слов, вошедших в лексику русского языка (2015)
- Поладкстомо (2016)